# Stazione di Palmi (FC)
La stazione di Palmi delle Ferrovie della Calabria è una stazione ferroviaria a servizio dell'omonima città, posta sulla linea Gioia Tauro–Palmi-Sinopoli (temporaneamente sospesa dal 2010).

## Storia

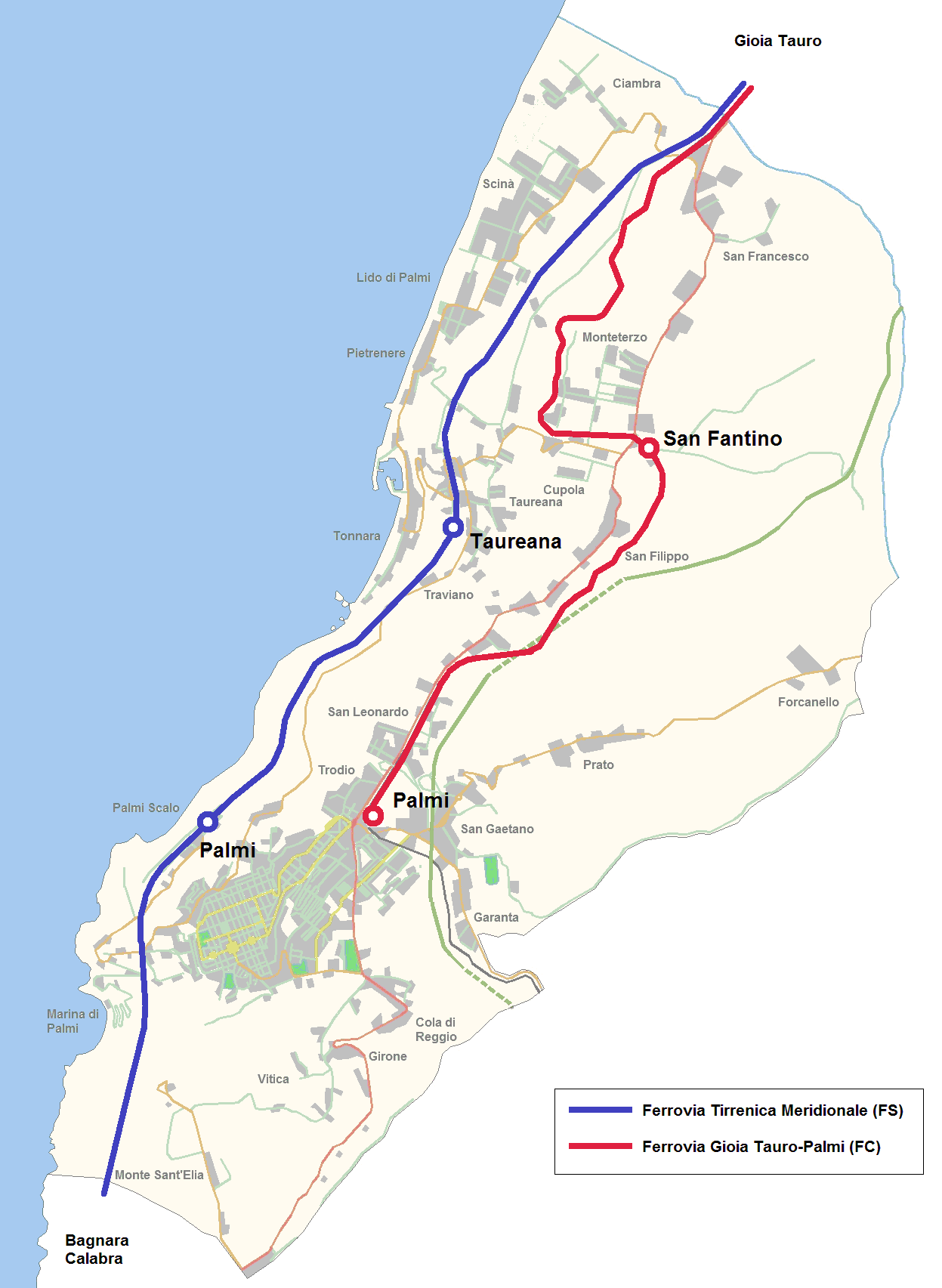
Le tratte ferroviarie nel territorio di Palmi

La stazione venne inaugurata ufficialmente il 18 gennaio 1917, in concomitanza con l'apertura della linea Gioia Tauro-Seminara (13 km), prima tratta della ferrovia per Gioia Tauro-Sinopoli.
Nel 1994 venne chiusa definitivamente al traffico la tratta Palmi–Sinopoli, facendo divenire quindi questa stazione capolinea.
Nel 2011, in attesa di finanziamenti per l'ammodernamento, l'esercizio dell'intera tratta ferroviaria venne sospeso, decretando quindi di fatto la chiusura dell'impianto.

## Strutture e impianti
La stazione dispone di 2 binari di corsa più due binari tronchi per lo scalo merci, uno di questi munito di sagoma limite. Il fabbricato viaggiatori, a 4 luci, rappresenta quello solitamente usato sulle FCL per le stazioni di medio/grande importanza, con inoltre annesso il magazzino merci lato Gioia Tauro.
Sull'esterno del fabbricato è possibile ancora notare il banco di manovra a leve per scambi e segnali, essendo la linea mai stata ammodernata in tematica di segnalamento.